# سليم موسى العشي
سليم موسى العشي (1909-1984)، أَديبٌ لبناني من الطائفة السريانية ولد في بيت لحم، أسس عقيدةٍ روحيَّة تسمى الداهشية عام 1942.
اضطهد بعهد الرئيس بشارة الخوري وسجن وسحبت عنه جنسيته اللبنانية، هاجر إلى الولايات المتحدة الأميركية حيث اهتم بنشر آرائه. اشتهر بجمع التحف والرسوم الفنية، وأسس «متحف داهش للفنون» في نيويورك.كما أسس دارا لنشر كتبه العديدة وكتبا فنية. تصدر دار النشر التي أسسها فصلية «صوت داهش» باللغتين العربية والإنكليزية.

## حياته
والده هو موسى العشي ووالدته هي السّيدة شموني حنوش. هاجر والداه من بلاد ما بين النهرين إلى فلسطين في العام 1906م فلجأ مع عائلته إلى فلسطين. وفي العام 1909م رُزق والدها بصبيٍ بعد ثلاث بناتٍ فسمّياه (سليم). وما أنْ أخذَ الصبيُّ يدرج، حتّى تركَ والداه القدس إلى حيفا، ثمّ انتقلا مع أولادهما إلى بيروت في العام 1911م، وبعد بضعِ سنوات حصل أفراد العائلة على الجنسية اللبنانية.
عُرف سليم في أوساط بيت لحم بكونه ساحراً فذّاً، رغم عمله المتواضع في تأجير وإصلاح الدّراجات الهوائيّة في ساحة المهد في المدينة.
بعد وفاة والده أُدخل إلى (ميتم غزير)، ومع ذلك فقد أربت مؤلفاته على الـ 150 كتاباً، تناول فيها شتّى المواضيع الأدبية والفكرية، واحتوتْ مكتبته الخاصّة على ما يزيدُ عن ربع مليون كتاب، لعباقرة الأدب والفكر في العالم.
وما إنْ ناهز الفتى العشرين من عمره، حتّى أخذَ يلتفُّ حولَهُ عددٌ منَ المثقفين الفلسطينيِّين ممّن مالت قلوبُهم إلى الأمور الروحيَّة. وكان بينهم الشّاعر مُطلق عبد الخالق صاحب ديوان الرّحيل، والوجيه توفيق العسراوي المتوفي في 10 كانون الثاني 1937م.
في سنة 1929م وعندما بلغ العشرين من عمره، غير سليم العشي اسمه إلى "داهش" (وهو لقب أطلقه عليه أحد الصحافيّين) لأن أعماله خرقت الطبيعة.
في عام 1933 كان قد فرغ من تأْليف كتابه الأَوَّل ”أَسرار الآلهة“ (في جزئين)، وقبل تمام العام نفسه، أَنجز كتابَه الثاني ”قيثارة الآلهة“ (في جزئين أَيضاً)، وكتابَه الثالث ”ضجعة الموت“، ثمَّ توالَتْ مؤلفاته حتَّى ناهزَتْ 150 مؤلَّفاً في أَنواعٍ أَدبيَّةٍ مختلفة، كالأَدب الوجدانيِّ والرواية والقصَّة والسيرة الذاتيَّة وأَدب الرحلة وأَدب الخاطرة والأَدب الدينيّ. كما باشر في جمعَ اللوحات الفنِّيَّة منذ عام 1930 حتَّى تجمَّع له في عام 1976 ما يُنيف على أَلفَيْ صنيعٍ فنِّيٍّ. أسس ”المتحف الداهشيَّ“، فجعل يراسل الفنَّانين، فيبتاع لوحاتهم، أَو يطلب إليهم رسمَ لوحاتٍ يحدِّدُ لهم موضوعاتها وأَوصافها.
أحب الاطِّلاع على معالم البلاد العمرانيَّة والحضاريَّة والتاريخيَّة والطبيعيَّة والاجتماعيَّة والبحث عن الصنائع الفنِّيَّة لشراها. فدوَّن مشاهداتِه وانطباعاتِه في سلسلةٍ تقع في 22 جزءًا أَطلق عليها اسم ”الرحلات الداهشيَّة حول الكرة الأَرضيَّة“.
في 23 آذار 1942، أَعلن الدكتور داهش في بيروت رسالةً روحيَّة دعا فيها الناسَ إلى الأَخذ بجوهر أَديانهم بعيداً عن قشورها أَو مظاهرها الوثنيَّة. كما دعاهم إلى الأُخوَّة الإنسانيَّة على تبايُن الأَعراق والقوميَّات، وإلى الإيمان بأَنَّهم -مَثَلُهم في ذلك مَثَلُ سائر المخلوقات- خاضعون لنظامٍ روحيٍّ عادل يقضي عليهم -تبعاً لاستحقاقهم- بالتقمُّص على الأَرض أَو في عوالمَ أُخرى ريثما يتسنَّى لهم الارتقاءُ الروحيُّ بإرادتهم، والاندماجُ أَخيراً في عالَم الروح.
أُلقِي القبضُ على الدكتور داهش في 28 آب 1944، وأُودِع السجن حتَّى 8 أَيلول 1944. وفي اليوم التالي (9 أَيلول) أُبعِد إلى حلب (سوريا)، وذلك بعد أَن أَصدر الرئيس بشارة الخوري مرسوماً يجرِّدُه فيه من جنسيَّته اللبنانيَّة. بعد الإطاحة بالرئيس بشارة الخوري في أَيلول 1952 أَصدرَت الحكومةُ اللبنانيَّة الجديدة في 6 شباط 1953 مرسوماً يقضي بإعادة الجنسيَّة اللبنانيَّة إليه، ثمَّ أَصدر رئيسُ الجمهوريَّة كميل شمعون في 24 آذار من العام نفسه مرسوماً يُلغي مرسومَ الإبعاد.

## وفاته
هاجر إلى الولايات المتحدة عام 1975 وعاش فيها إلى أن تُوفِّي في 9 نيسان 1984 في غرينتش، كونيتيكت.

## أعماله الأدبية
- ضجعة الموت: نثرا، في اليوم الأول من سنة 1936، دارالأيتام السورية القدس
- كلمات الدكتور داهش: في 20 آذار 1983، دار النار والنور للطباعة والنشر والتوزيع
- نشيد الأنشاد: في 18 حزيران 1985، دار الداهشية
- الألهات الست: في 31 آب 1979، دار النسر المحلق
- عشتروت وأدونيس: في1943
- جحيم الدكتور داهش)(ثلاث أجزاء)
- بروق ورعود
- مذكرات دينار، بيروت 1986، دار ألداهشية للنشر
- نشيد الحب، في 1 كانون الثاني 1969، دار الفن
- مختارات من كتب الدكتور داهش، تشرين الثاني 1970، دار النسر المحلق
- عواطف وعواصف، في 28 شباط 1971، دار النسر المحلق
- نبال ونصال، حزيران 1971، دار النسر المحلق
- يدي المزلزلة أو كيف سقطت سقطة الموت المدمرة، بيروت 1979، دار النسر المحلق
- نهر الدموع (مراثي الدكتور داهش في شقيق روحه الدكتور جورج خبصا)، بيروت في 13 كانون الأول 1944، دار النسر المحلق
- مذكرات يسوع الناصريّ -الجزء الأول، بيروت 1980، دار النسر المحلق
- أسرار الآلهة-(جزئين)، حزيران 1980، دار النسر المحلق
- قيثارة الآلهة- (جزئين)، 6 آب 1980، دار النسر المحلق
- الرسائل المتبادلة بين الدكتور داهش مؤسس الداهشية والدكتور حسين هيكل باشا
- ناقوس الأحزان أو مراثي أرميا
- ابتهالات خشوعية: كانون ألثاني 1983، دار النار والنورللطباعة والنشر والتوزيع
- قصص غريبة وأساطير عجيبة (أربع أجزاء)، كانون ألثاني 1983، دار النار والنور للطباعة والنشر والتوزيع
- ناثر وشاعر-نثرا «(3 أجزاء)
- القلب المحطم، 15 أذآر 1984، دار النسر المحلق
- جحيم الذكريات
- قيثارة أورفيوس
- مفاتن الشعر المنثور
- أناشيدي، كانون ألثاني 1983، دار النار والنور للطباعة والنشر والتوزيع
- أوهام سرابية وتخيلات ترابية
- قيثارة الأحزان أو روح تنوح(مراثي الدكتور داهش في الشهيدة ماجدة حداد وقد ضمها كتاب الحمامة لذبيحة المهند الباتر
- حدائق الآلهة توشيها الورود الفردوسية (في 10 أجزاء)
- ذكريات الماضي، في 12 -2-1980، دار النسر المحلق
- أفراح وأتراح، في 1-3-1980، دار النسر المحلق
- أناشيد عاشق، في 6-3-1980، دار النسر المحلق
- التائه في بيداء الحياة، في 20-4-1980، دار النسر المحلق
- نهر الملذات، في 26-4-1980، دار النسر المحلق
- تراب وسراب، في 30-4-1980، دار النسر المحلق
- روح تغني، في 1980، دار النسر المحلق
- قصائد مجنحة، في 1980، دار النسر المحلق
- قيثارة الحب، في 1980، دار النسر المحلق
- أناشيد عابد، في 1980، دار النسر المحلق
- فراديس الآلهات يرصّعها اللينوفار المقدّس (في عشرة أجزاء)
- عاشق الغيد الصّيد، في 1-11-1980، دار النسر المحلق
- آمالنا أوهام، في 3-11-1980، دار النسر المحلق
- ينبوع السعادة، في 6-11-1980، دار النسر المحلق
- أغاريد شاعر، في 9-11-1980، دار النسر المحلق
- أناشيد البحيرات، في 12-11-1980، دار النسر المحلق
- جبل المسرّات، في 15-11 1980، دار النسر المحلق
- غاب البنفسج، في 1-12-1980، دار النسر المحلق
- البلبل الشادي، في 6-3-1981، دار النسر المحلق
- أناشيدالربيع، في 12-3-1981، دار النسر المحلق
- أغاني كيوبيد، في 20-3-1981، دار النسر المحلق
- بريء في الأغلال أو يوميّات سجين الغدر والخيانة-في جزين
- وصيّتي
- إنجيل الحب
- الدهاليز
- وحي الغاب
- من وحي السّجن والتجريد والنفي والتشريد
- ظلمات مدلهمّة
- النعيم(في 3 أجزاء)-نثرا»
- جحيم الدكتور داهش (الجزآن الثاني والثالث)-نثرا"
- كتاب الهادي الإلهيّ
- الفرق بين الكثلكة والداهشية
- أسرار الموت
- أسراري
- مذكرات عتّال
- نذالات المطرود القذر عبد الرحيم الشريف الخليليّ
- كيف طردت الخائن النذل عبد الرحيم الغير الشريف
- خبز المعرفة وحكم الأجيال أو الأموات يرشدون الأحياء ويعظونهم.
- موسوعة حكمية في 6 أجزاء جمعها الدكتور داهش
- كشف احتيالات وفضح تدجيلات المشعوذ الدكتور سالمون
- هتك تدجيل واحتيال المشعوذ الحاوي نور الدين الجاوي
- كشف خزعبلات الدجال طهرا المحتال
- أسرار التنويم المغناطيسيّ
- فضح المشعوذين باسم التنويم المغناطيسيّ وهتك تدجيلهم
- داهش بين المد والجزر
- الدكتور داهش بين حسّاده ومحبيه

- متحف داهش للفنون